# 푸미 봉비치트
푸미 봉비치트(라오어: ພູມີ ວົງວິຈິດ, 1909년 4월 6일~1994년 1월 7일)는 파테트라오의 지도자이자 라오스의 원로 정치인이다.

## 생애 및 경력
그는 1909년 4월 6일, 시앙쿠앙주에서 공무원의 아들로 태어났다. 그는 라오스의 수도 비엔티안에서 교육을 받았고, 그 후 식민지 공무원으로 들어갔다. 비엔티안, 루앙프라방, 시앙쿠앙주에서 근무한 후, 그는 지방장관으로 승진하여 1939년 시앙쿠앙주와 1940년부터 1945년까지 비엔티안에서 근무했다. 1945년 1월에 그는 후아판주의 주지사로 임명되어 일본의 항복이 있던 1945년 8월까지 그곳에 머물렀다. 다음 달, 푸미는 프랑스 자유군이 잠시 삼느아를 점령했을 때 협력했지만, 그 후 반식민주의 라오 이싸라 운동에 합류했고, 인도차이나에서 프랑스 권력 복귀에 반대하기 위해 베트민과 긴밀히 협력했다.
1946년, 프랑스가 라오스에서 다시 권력을 확립한 후, 푸미는 북부 태국으로 이동하여 그곳에서 3년 동안 라오 이싸라 운동에 적극적으로 활동하였다. 1949년 말, 태국에 있던 라오 이싸라 망명 정부가 해산되면서 사면 제안을 거부한 푸미는 수파누봉과 함께 북베트남에 합류한 소수의 라오인 중 한 명이었다. 그곳에서 그는 자유 라오스 전선의 창립 대회에 참석하였다. 푸미는 이 전선의 사무총장과 파테트라오 저항 정부 내무부 장관 및 부총리로 지명되었으며, 이 저항 정부는 비엔티안에 있는 왕실 라오스 정부에 대항하기 위해 전선이 설립하였다. 저항 정부는 국제적으로 인정받지 못했으나, 푸미는 1954년 제네바 회담이 제1차 인도차이나 전쟁을 종식시킬 때까지 명목상 두 직책을 유지하였다.
1954년과 1955년에 푸미는 퐁살리와 후아판주의 재통합을 둘러싼 왕실 라오스 정부와의 협상에서 파테트라오 대표단을 이끌었다. 1955년 3월, 푸미는 라오인민혁명당의 창당 멤버 중 한 명으로 정치국에 선출되었다. 다음 해 1월에는 라오 애국전선 중앙위원회에 선출되었다. 1956년, 푸미는 계속해서 통합 협상에 참여하였으며, 이는 다음 해 서명된 비엔티안 협정으로 이어졌다. 이 협정들은 제1차 연립정부 구성을 가능하게 했으며, 푸미는 그 정부에서 종교문화부 장관을 역임하였다. (다른 파테트라오 장관은 수파누봉으로 경제기획부 장관을 맡았다.) 이 시기부터 푸미는 불교 승가에 깊은 관심을 가지게 되었으며, 이를 미국화에 반대하는 선전 기관으로서뿐만 아니라 라오 문화 가치를 전파하는 수단으로 인식하였다.

## 정치 경력
1958년 5월 보궐선거에서 푸미는 루앙프라방 지역구 국회의원으로 선출되었다. 좌파의 선거 성공 이후 발생한 정치 위기 속에서 푸미는 장관직을 잃었다. 1959년 7월에는 다른 파테트라오 의원들과 함께 체포되어 재판 없이 수감되었다. 1960년 5월의 유명한 사건에서 그는 수파누봉 및 다른 주요 파테트라오 수감자들과 그들의 경비원들과 함께 탈출하여, 시앙쿠앙에 있는 파테트라오 지역까지 긴 행군을 하였다.
1960년 12월, 비엔티안 전투와 이후 중립파 세력이 쟝 평원으로 후퇴한 뒤, 푸미는 파테트라오와 중립파 간 협력을 주선하는 데 중요한 역할을 했다. 그는 1962년 라오스 중립성에 관한 제네바 회의에 파테트라오 대표단을 이끌고 참석했으며, 제2차 연립정부에서 정보·선전·관광부 장관을 역임했다. 1964년 일련의 정치적 암살 사건 이후, 푸미는 다른 파테트라오 장관들과 함께 비엔티안을 떠났다.
이 시점에서 라오스는 미국과 북베트남 간의 베트남 전쟁에 휘말리게 되었다. 이후 10년 동안 푸미는 비엥싸이의 석회암 동굴에서 생활하는 한편, 여러 파테트라오 대표단을 이끌고 국제 공산주의 회의에 참가했다. 그는 정치국과 라오 애국전선에서의 직책을 유지했으며, 1974년 제3차 연립정부 구성 협상에서 주도적인 역할을 맡아 부총리 겸 외무부 장관으로 활동했다.
1975년 12월, 라오 인민 민주 공화국이 수립된 후, 푸미는 제2부총리 및 교육, 체육, 종교 부장관으로 임명되었다. 1982년 라오인민혁명당 제3차 대회 이후의 조직 개편에서 푸미는 교육, 정보, 문화에 대한 전반적인 책임을 지는 내각위원회 위원이 되었다. 1986년, 수파누봉이 건강 문제로 국가주석직에서 물러나면서 푸미는 LPDR 국가주석 권한대행과 라오 국민건설전선 의장으로 임명되었다. 그는 1991년 3월, 제5차 당 대회에서 국가주석 권한대행과 정치국 직책에서 은퇴하였다.
1991년부터 그는 수파누봉, 씨솜폰 로완사이와 함께 당 중앙위원회의 고문을 맡았다.

## 사망
이후 그는 1994년 1월 7일, 비엔티안에서 사망했다.